# FSC Star
FSC Star (пол. Fabryka Samochodów Ciężarowych „Star”) — польський автомобільний завод у Стараховицях, який спеціалізувався на виготовленні легких і середніх вантажних автомобілів.

## Історія

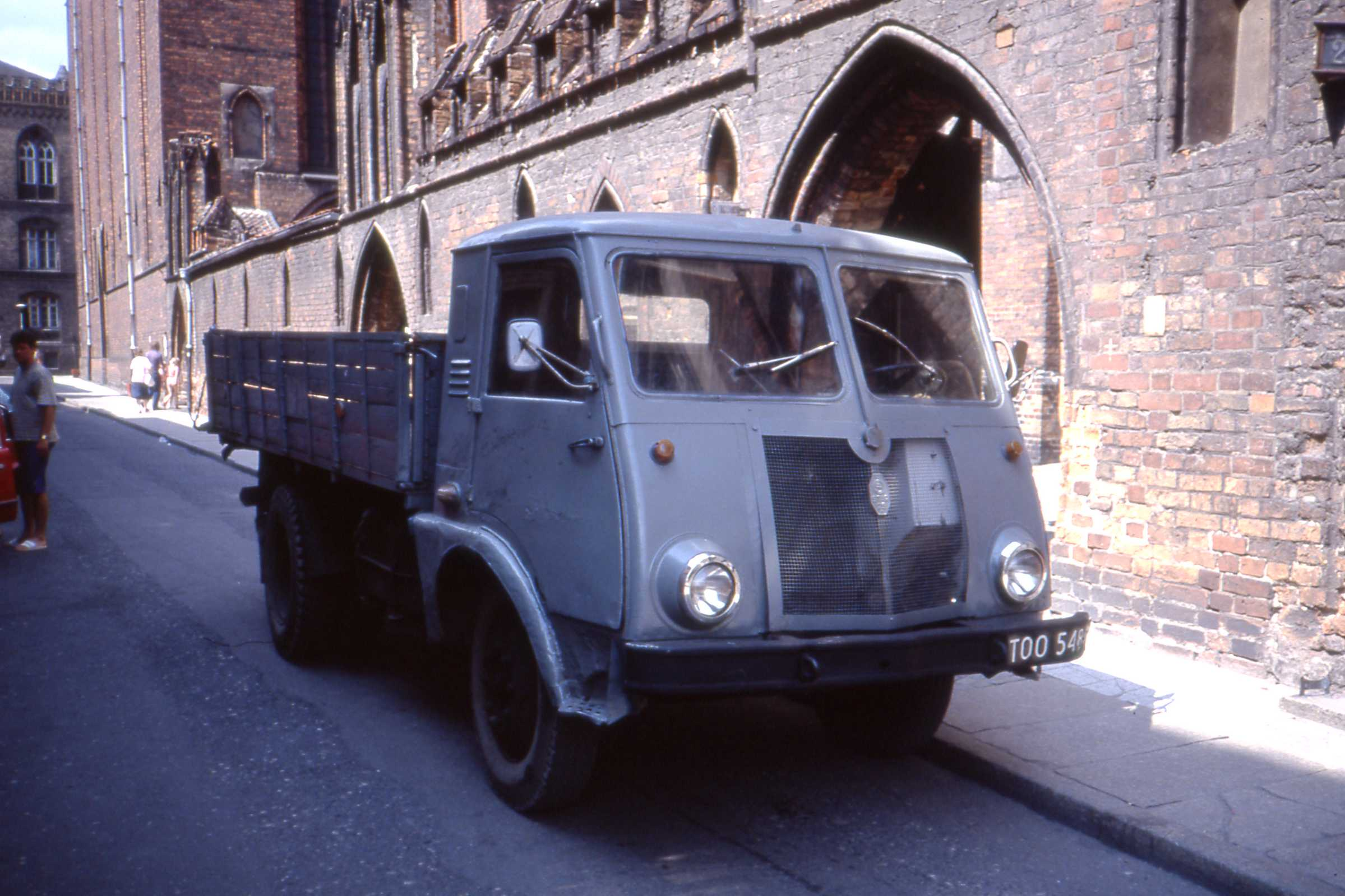
Star 25 у Торуні, серпень 1990

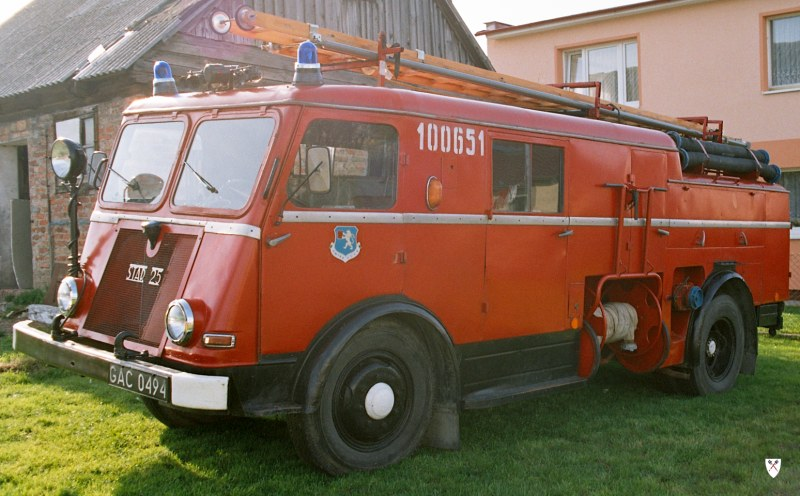
Пожежна машина Star 25, 1971 р.

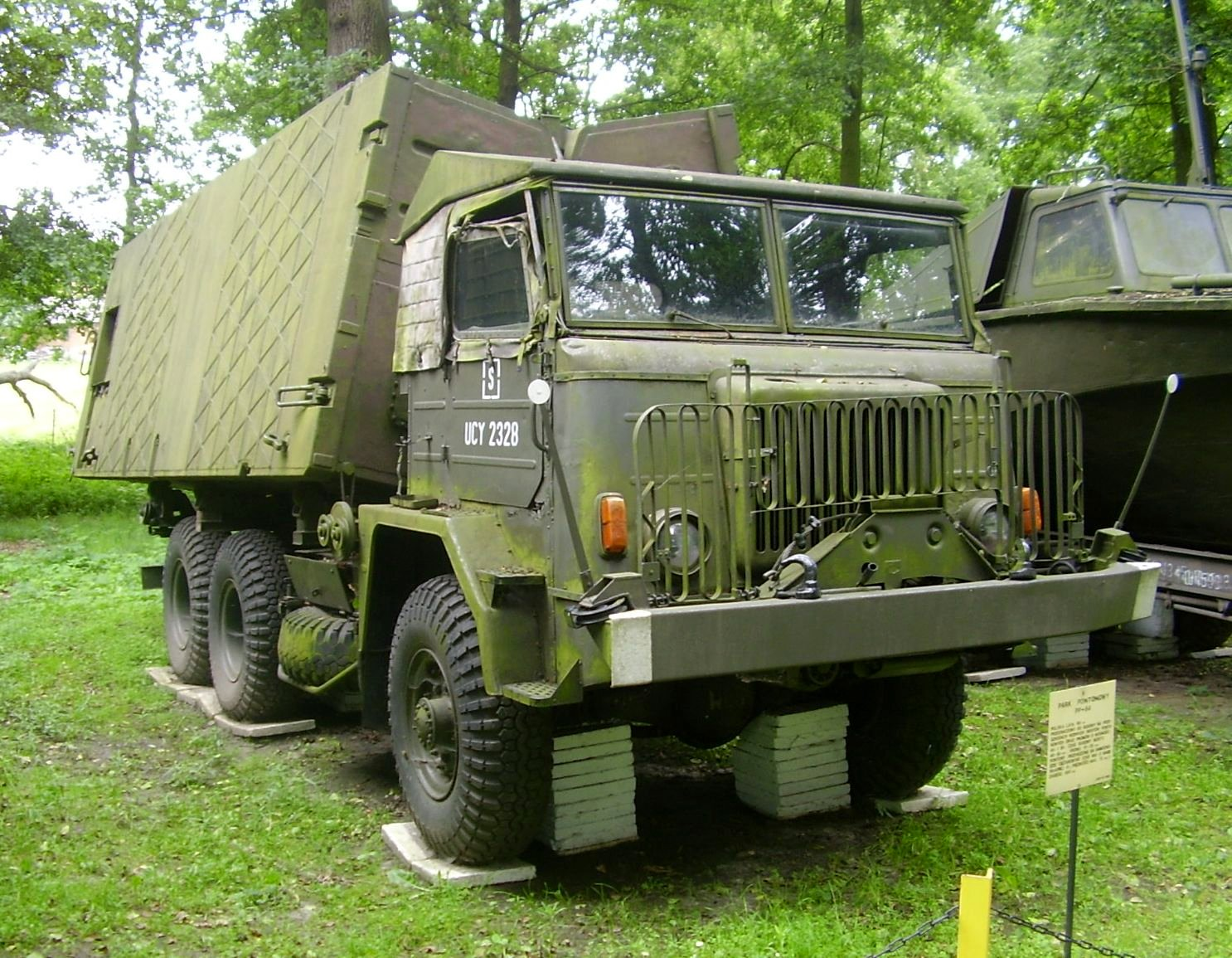
Star 660

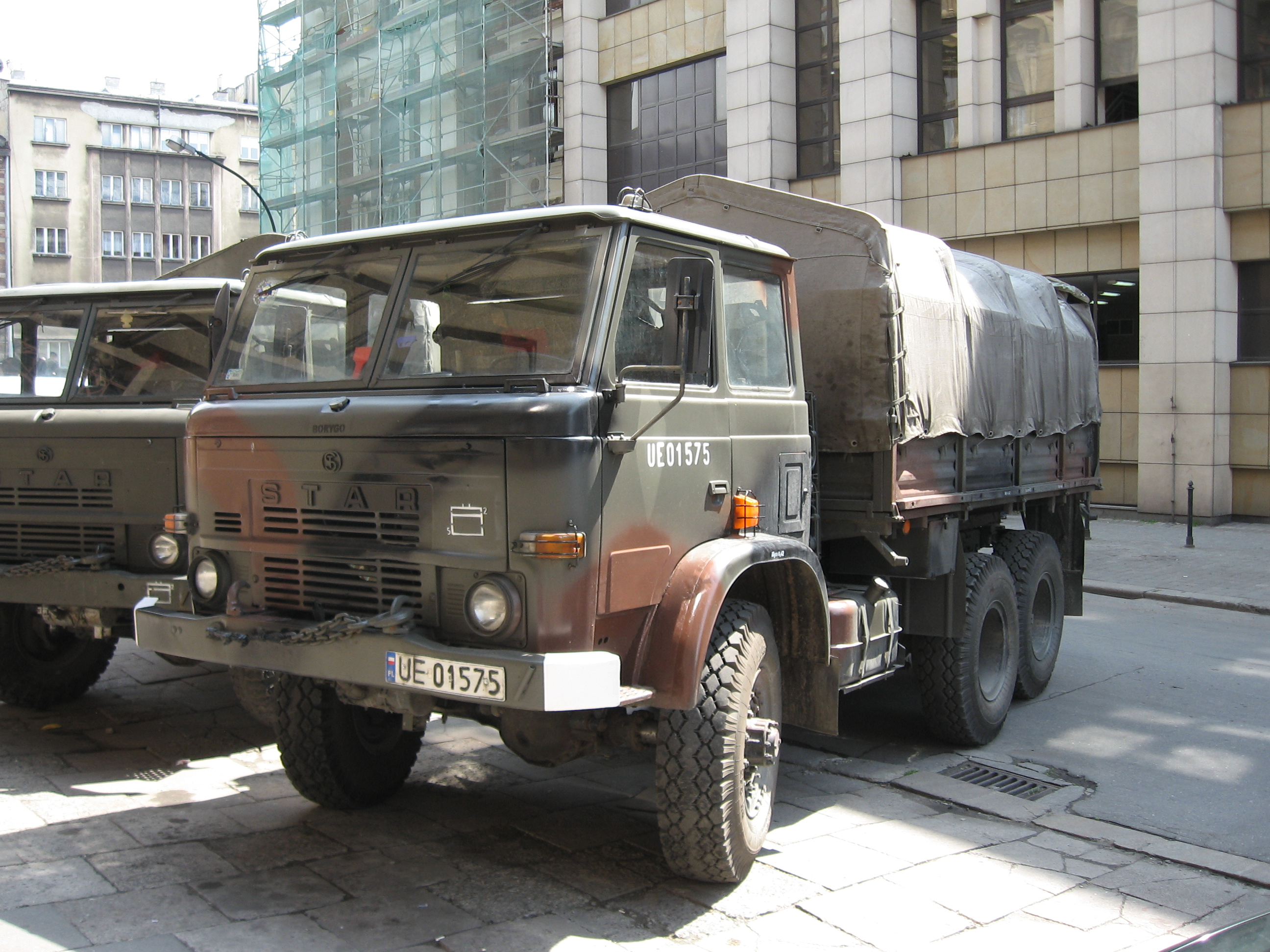
Star 266

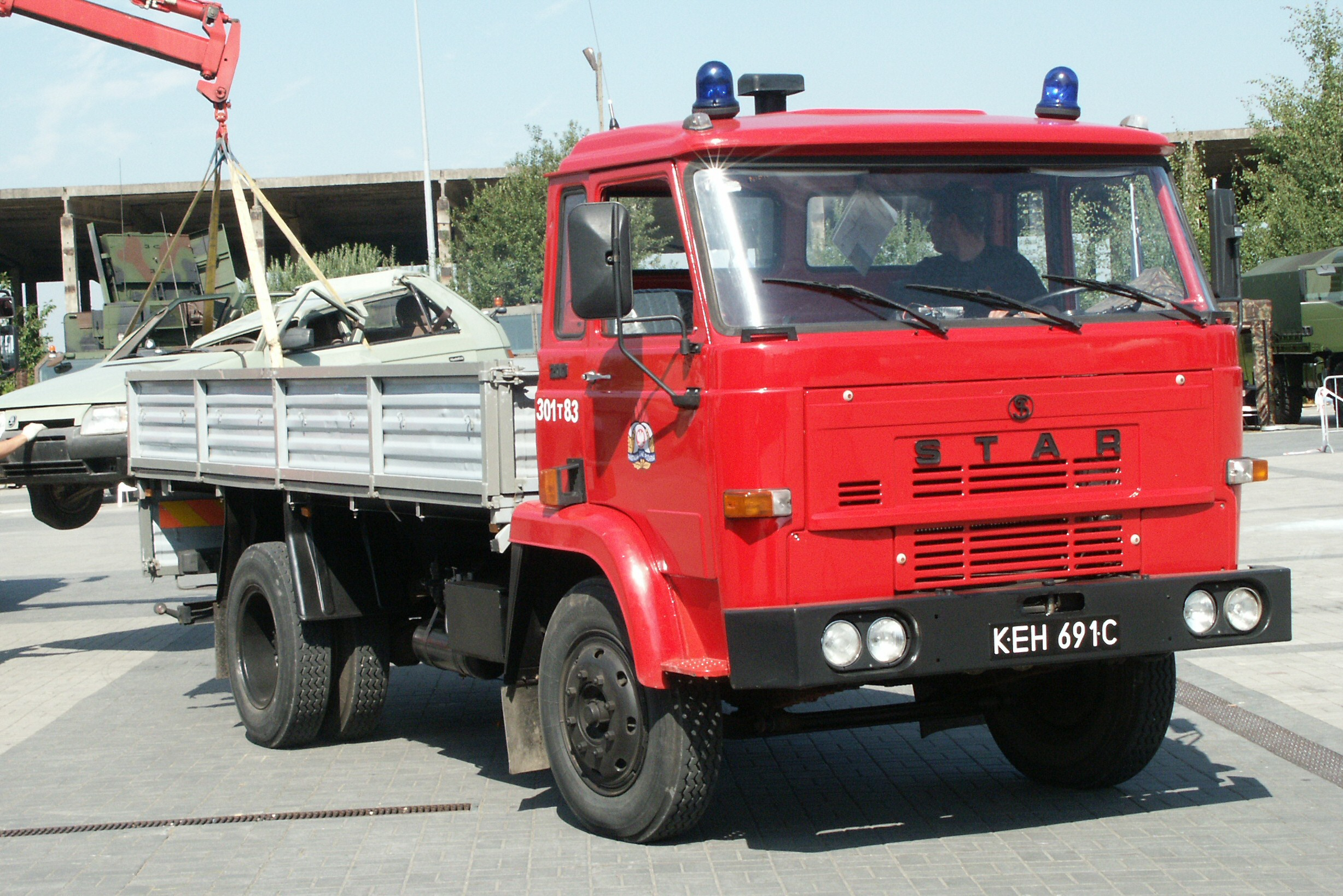
Star 200

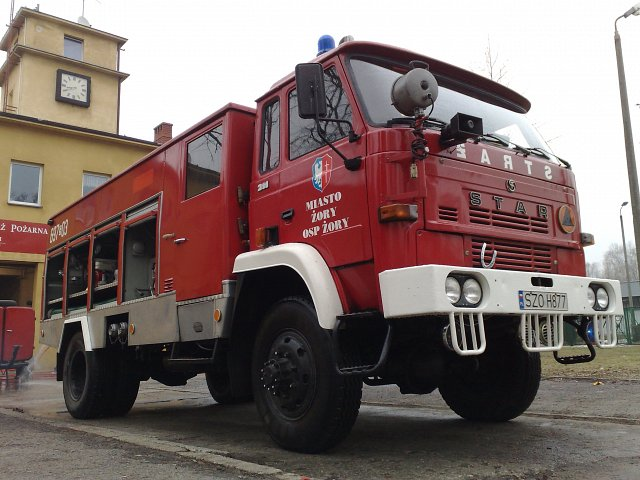
Star 244

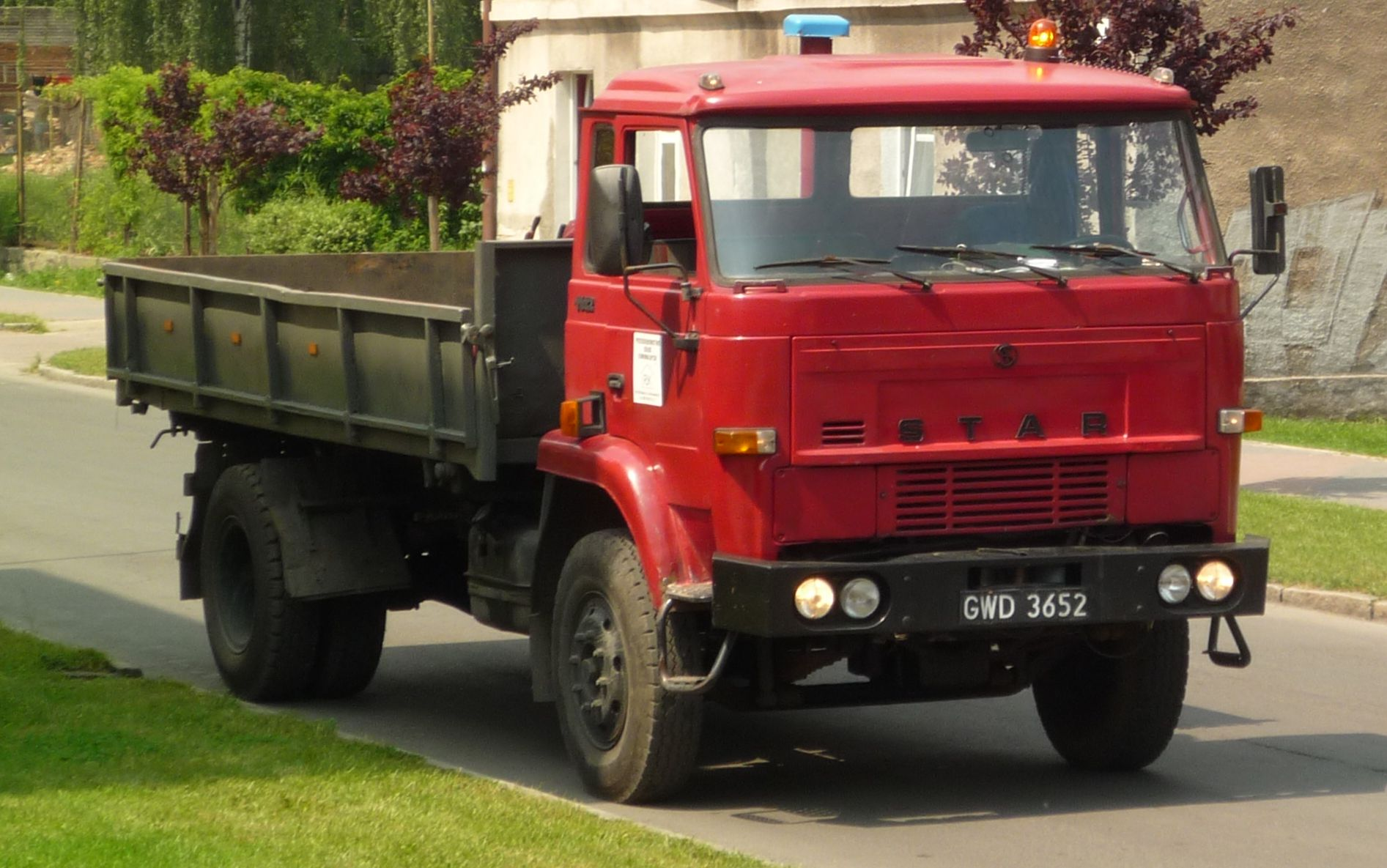
Star 1142

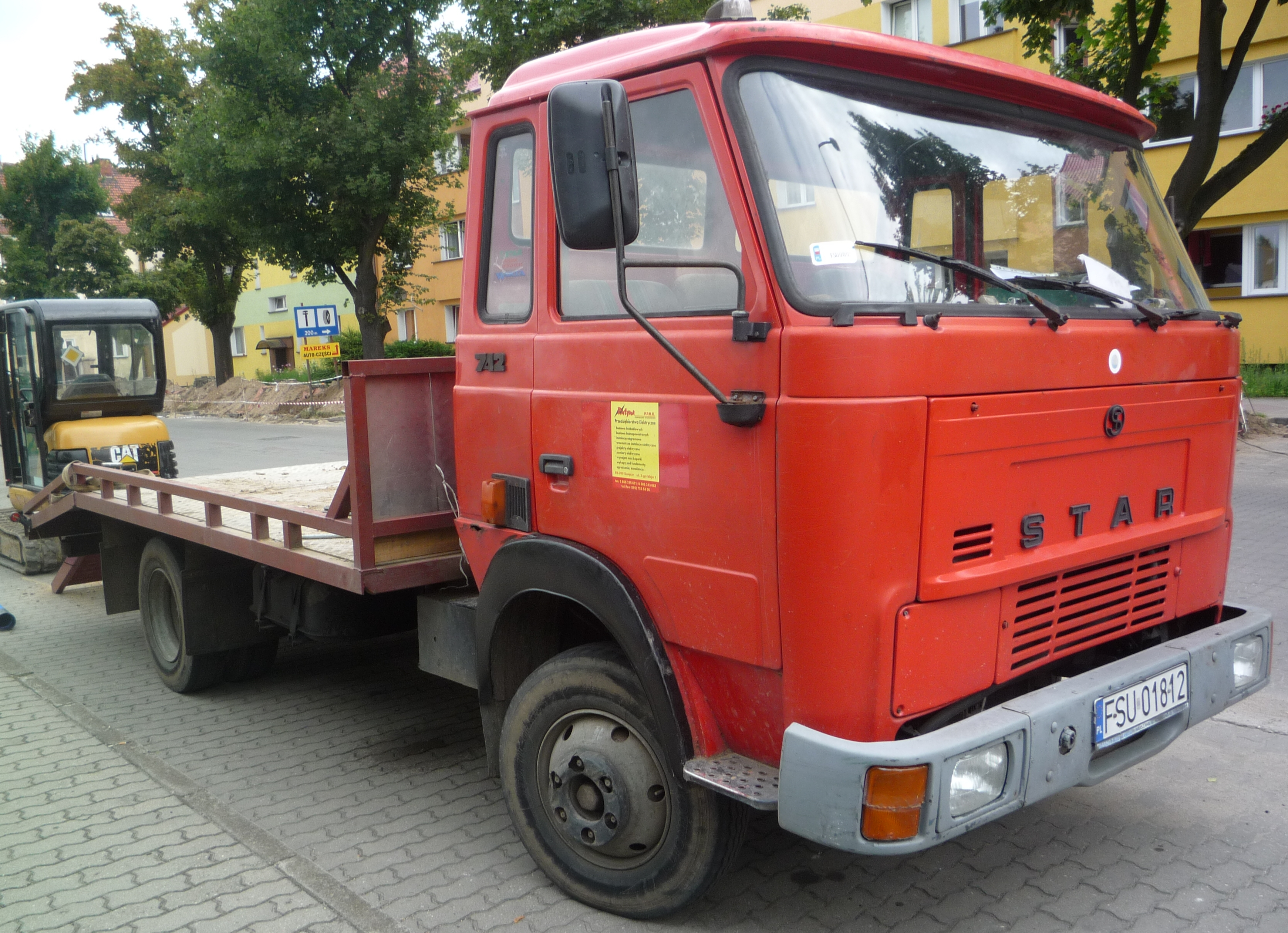
Star 742

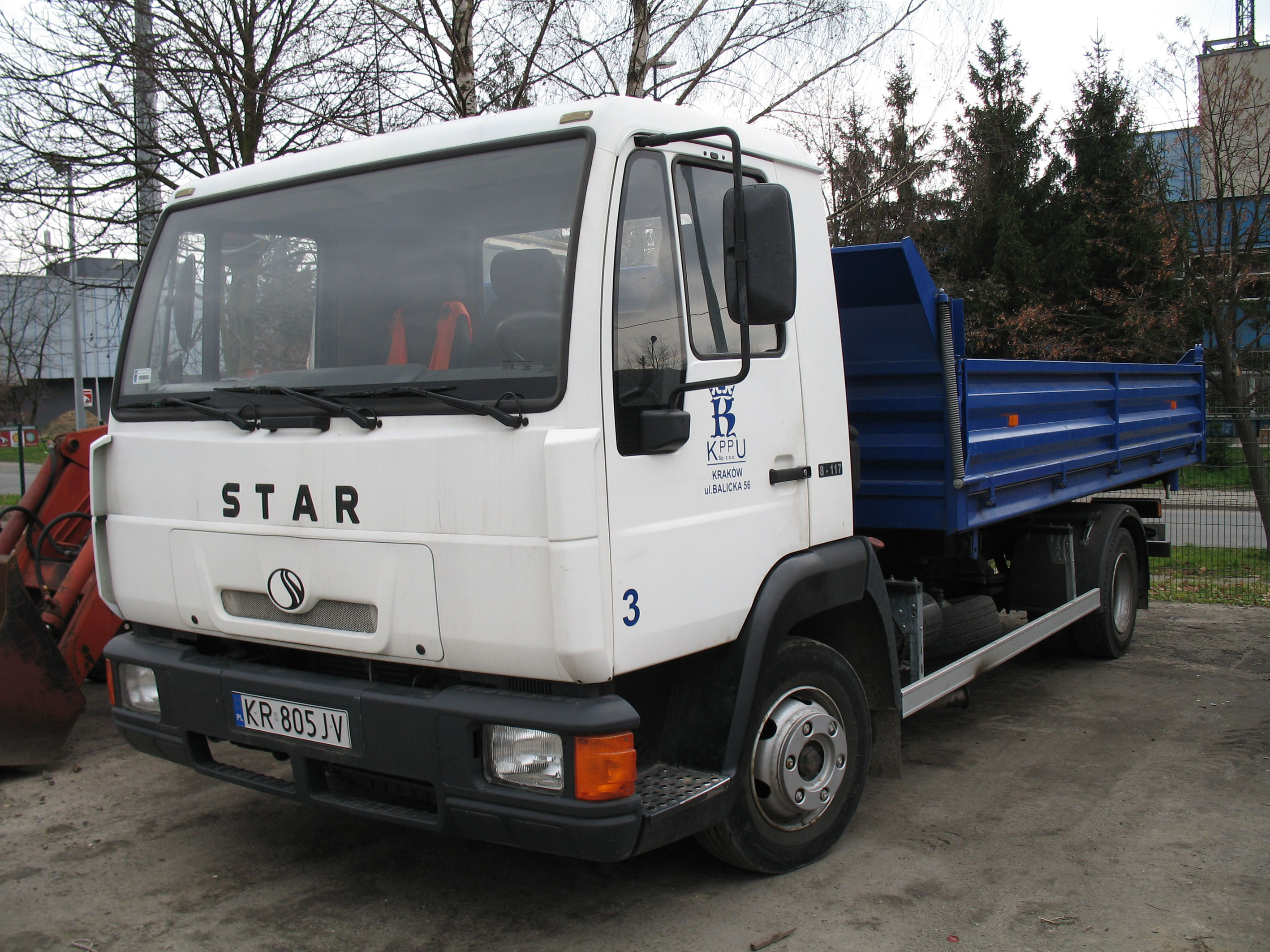
Star 8-117

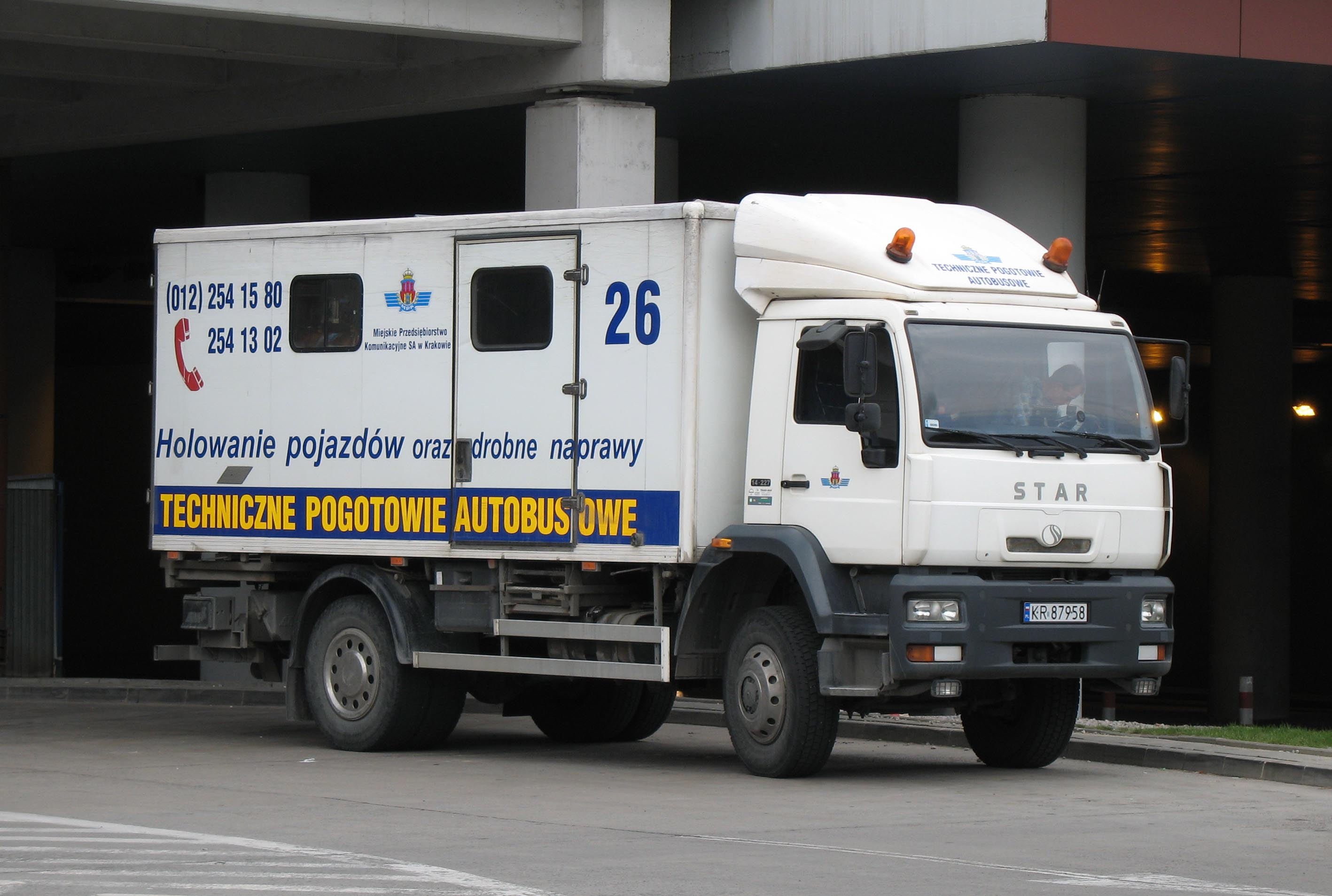
Star S2000 (Star 14.227)

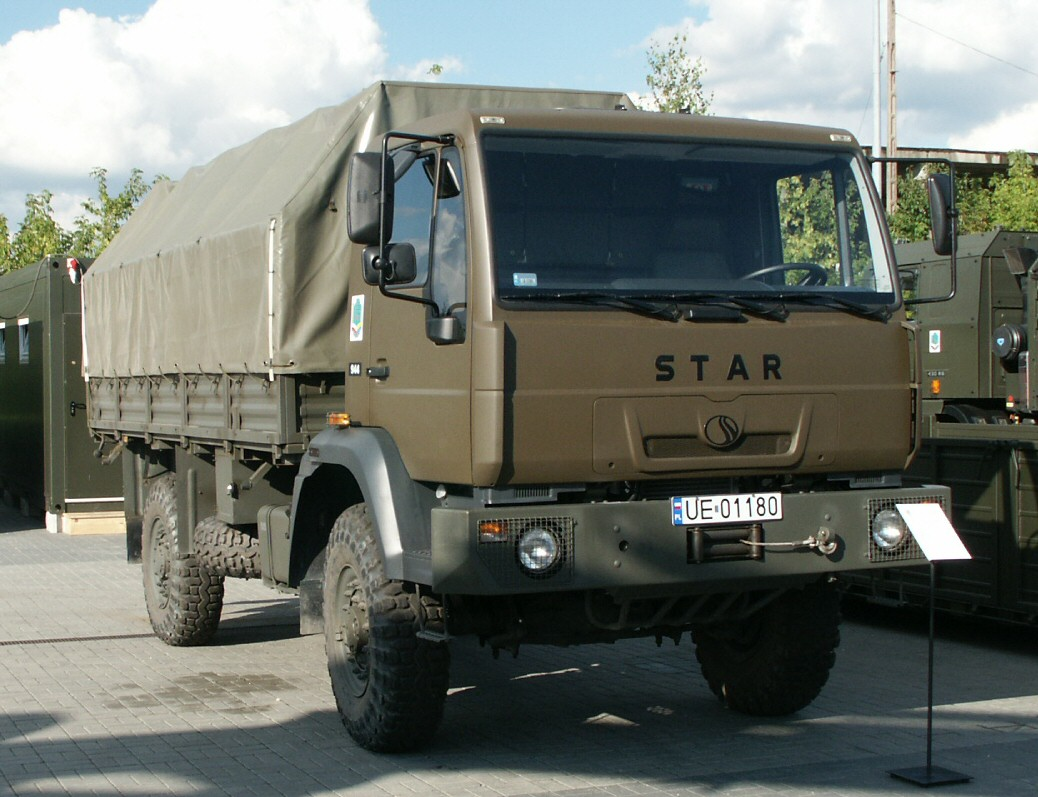
Star 944

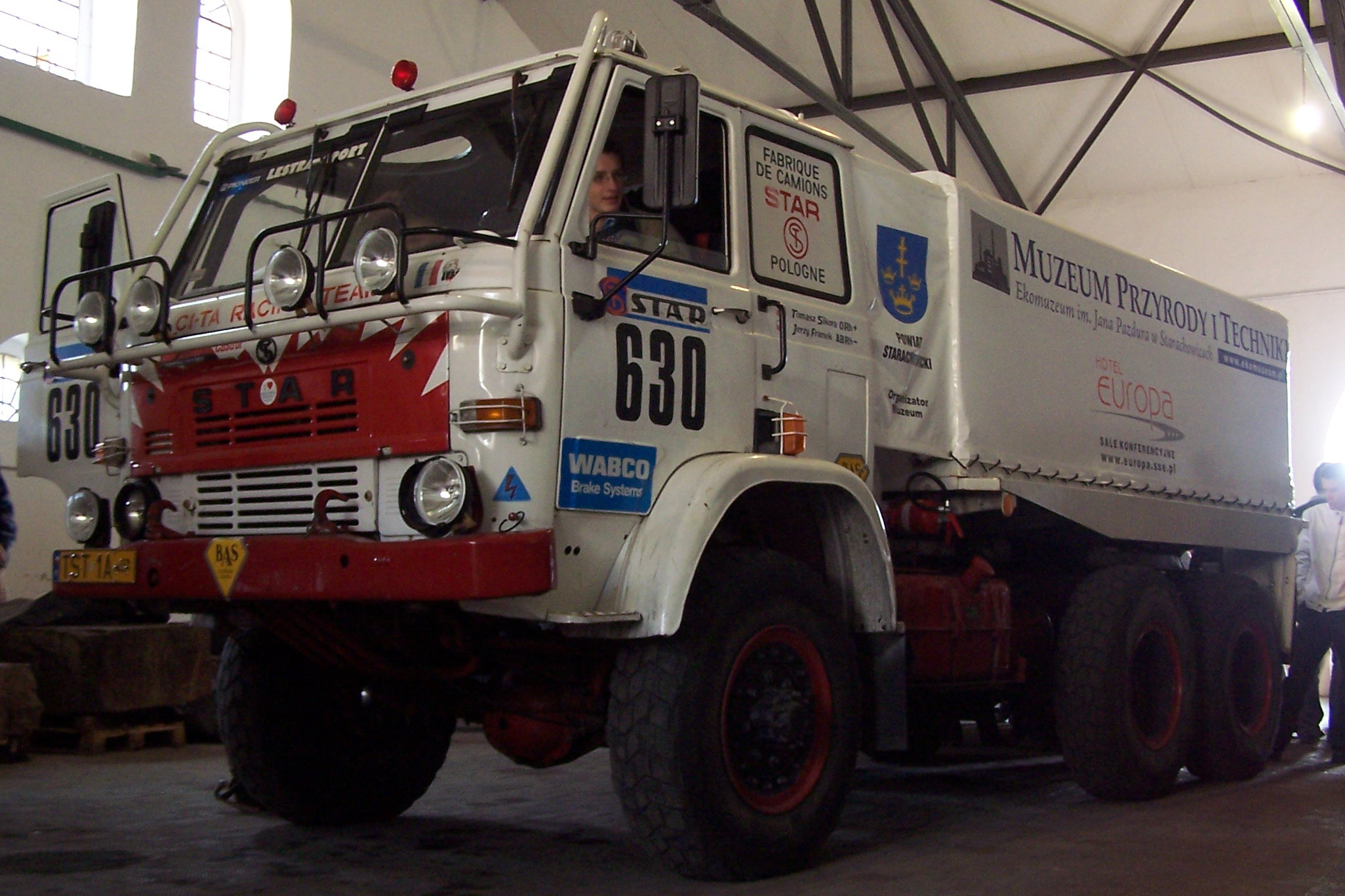
Star 266, який брав участь у ралі Париж-Дакар

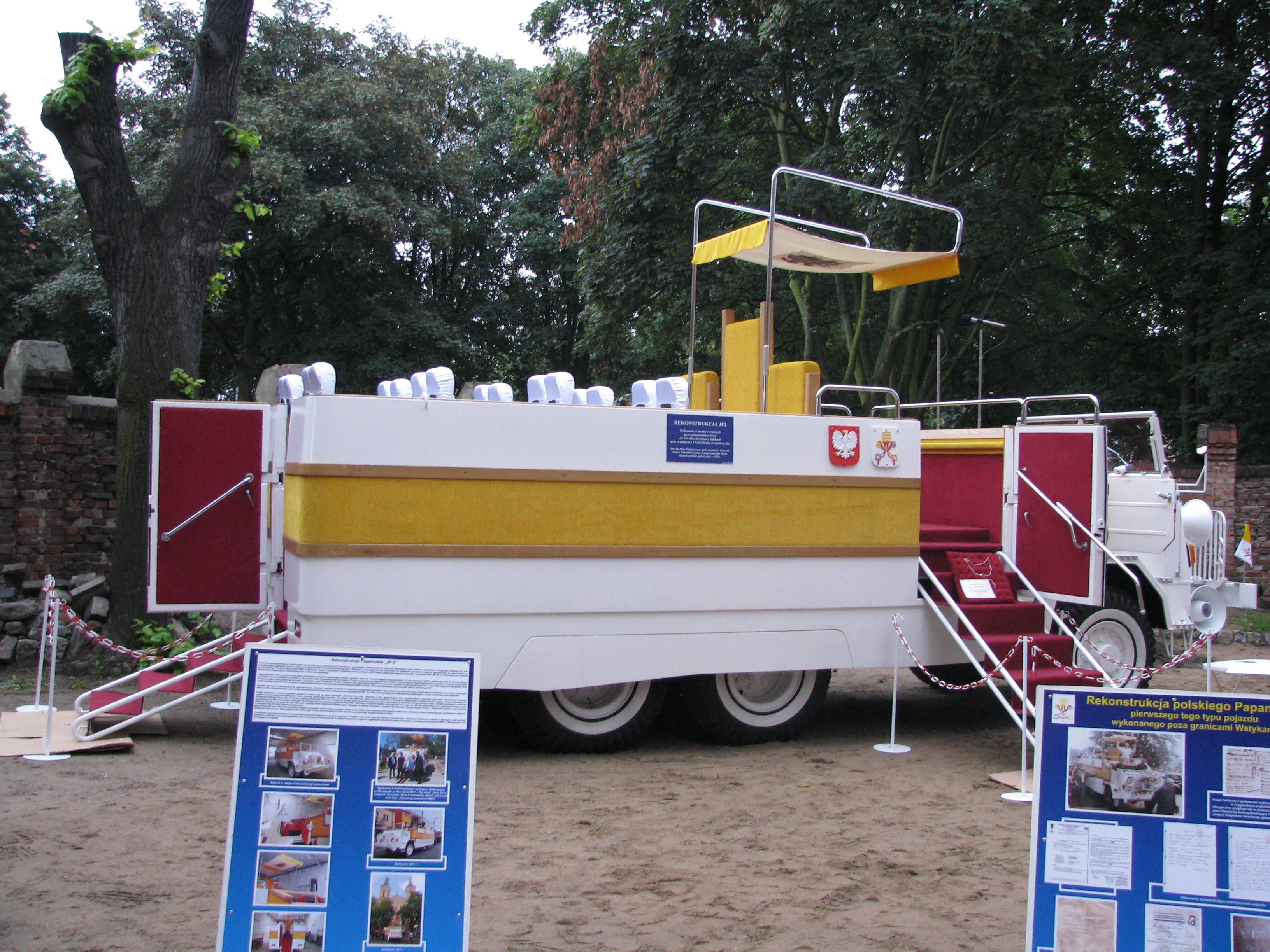
Папамобіль на базі вантажівки Star 660 (реконструкція)

Виник 1948 року на базі заснованого в 1920 році Стараховицького механічного заводу, що випускав у міжвоєнний період гармати і рами для автомобілів. Першою продукцією автозаводу була вантажівка «Star 20» (1948). Найпопулярнішим виробом була модель «Star 266», яка відзначалася високоякісним і потужним двигуном за низької ціни. Вона продавалася багато років не лише в країни Східного блоку, а й, наприклад, для єменської армії.
1991 року завод перетворено на акціонерне товариство під назвою «Zakłady Starachowickie Star S.A». Пізніше компанію було розділено на дві: «Star Trucks Sp. z o.o.» і «Inwest Star S.A.» Наприкінці 1999 року основним акціонером «Star Trucks» стала німецька група MAN AG. Після цього придбання колишній завод «Star» продовжував виробляти вантажівки ще декілька років: спершу власної конструкції, потім моделі з великою часткою компонентів концерну MAN, таких як кабіни і двигуни.
1 серпня 2003 року відбулося злиття «MAN Star Trucks Sp. z o.o.» та «MAN Bus Polska Sp. z o.o.», тим самим утворилося нове підприємство «MAN Star Trucks & Busses Sp. z o.o», виробничі потужності якого містилися в Садах поблизу Познані. У тому самому році в Стараховицях запущено виробництво каркасів корпусів та компонентів автобусів для заводу в Садах (закритому 2016 року, хоча Сади залишаються головним виробничим майданчиком автобусів серії Lion's City компанії «MAN Truck & Bus») та в Зальцгіттері. 2004 року завод у Стараховицях отримав сертифікат ISO 9001-2000.
Обсяг виробництва вантажних автомобілів знижувався далі, становлячи в самому кінці кількасот одиниць на рік, тому 2004 року це виробництво було перенесено на завод «MAN» в австрійському Граці (колишній Steyr-Daimler-Puch AG). У Стараховицях залишилося тільки невелике виробництво всюдиходів для армії та різних служб (наприклад, лісників). 
2006 року виготовлення вантажних автомобілів було зупинено остаточно. Завод у Стараховицях нині виробляє каркаси автобусів та компоненти автобусів і вантажівок групи «MAN AG». Приміром, незабаром після придбання заводу «Стар» компанією «MAN» було розгорнуто виробництво кабельних пучків електропроводки.
Марка «Star» використовувалася під час продажу на польському ринку вантажівок, виготовлених у Граці на заводі «Steyr», що належав групі «MAN AG».
9 січня 2009 року підприємство «MAN Star Trucks & Busses» вилучило з назви марку «Стар» і з цього моменту воно називається «MAN Bus Sp. z o.o.»
За час існування заводу загалом було вироблено 631,5 тис. транспортних одиниць. Вантажівки «Стар» кілька років експортувалися в країни Східного блоку, а також в Анголу, Лівію, Китай, Єгипет, Ємен і Таїланд.
2018 r. холдинг «Zasada» за погодженням з Агентством промислового розвитку висловив зацікавленість у можливості повернення марки «Стар» на польський ринок, зокрема для виробництва на потреби армії. Це пов'язано, зокрема, з тим, що велика частина транспортної бази польського війська використовує автомобілі цієї марки, які ремонтуються і осучаснюються в Стараховицях підприємством «Autobox», яке теж виявило зацікавленість у виробництві нових вантажівок під цією маркою. Тому група компаній «Zasada» звернулася до підприємства «MAN» із проханням повернути технічну документацію автомобілів «Star» (що дозволялося умовами договору), а отриману документацію було передано підприємству «Autobox». Між тим, товарний знак «Star» все ще перебуває в розпорядженні «MAN»

## Продукція
- Star N50 (дослідний зразок)
- Star N51 (дослідний зразок)
- Star N52 (1952–1957)
- Star 20 (1948–1957)
- Star 21 (1957–1960)
- Star 25 (1960–1971)
- Star 27 (1962–1971)
- Star 28 (1968–1989)
- Star 29 (1968–1983)
- Star 66 (1958–1965)
- Star 200 (1975–1994)
- Star 244 (1975–2000)
- Star 266 (1973–2000)
- Star 266M (2001–2006)
- Star 660 (1965–1983)
- Star 742 (1990–2000)
- Star 744 (1992–2000)
- Star 944 (2000–2006)
- Star 1144 (дослідний зразок)
- Star 1266 (дослідний зразок)
- Star 1344 (дослідний зразок)
- Star 1366 (дослідний зразок)
- Star 1142 (1986–2000)
- Star 1466 (2001–2006)
- Star 8.125 (1998–2000)
- Star 12.155 (1998–2000)
- Star Series S2000 (2000–2004)